# Campionato francese di rugby a 15 1893-1894
Il Campionato francese di rugby a 15 1893-1894 fu la terza edizione del Campionato francese di rugby a 15 e fu vinto dallo Stade français che superò l'Inter-Nos in finale.
Il campionato fu disputato da cinque club: tre di Parigi (Stade français, Racing e Inter-Nos)  e due d'Asnières (Association Sportive e Cercle Pédestre).
La finale oppose l'Inter-Nos, che aveva sconfitto il C.P. Asnière, allo Stade français, che aveva eliminato il Racing (9-0).

## Finale
| Parigi 18 marzo 1894 | Stade français | 18 – 0 | Inter-Nos | Stade de France |
| \| \| \| \| \| mete: C. Bellencourt, Bouisson A. de Ioannis, Amand Olivier, Lebreton \| Marcatori \| \| \| Da Silva Paranhos delio Branco, Dorlet, Bouisson, C. Bellencourt, Amand, Vernazza, Chastanié, H. Mamelle, Lebreton, A. de Joannis, Garcet de Vauresmont, L. Dedet (cap), Olivier, L. de Ioannis, R. Bellencourt \| Formazioni \| Noyer, Boncourt, Lewis, Cotton, Perreault, Berthommé, H. Hadley, Besselmans, Manchon, d'Herbinville, Tebbitt (cap), Mahler, L. Ribault-Lagasne, Haymann, W. Hadley \| |                | |           |                 |
| |                | |           |                 |
| mete: C. Bellencourt, Bouisson A. de Ioannis, Amand Olivier, Lebreton | Marcatori      | |           |                 |
| Da Silva Paranhos delio Branco, Dorlet, Bouisson, C. Bellencourt, Amand, Vernazza, Chastanié, H. Mamelle, Lebreton, A. de Joannis, Garcet de Vauresmont, L. Dedet (cap), Olivier, L. de Ioannis, R. Bellencourt | Formazioni     | Noyer, Boncourt, Lewis, Cotton, Perreault, Berthommé, H. Hadley, Besselmans, Manchon, d'Herbinville, Tebbitt (cap), Mahler, L. Ribault-Lagasne, Haymann, W. Hadley |           |                 |